# Feldrohrsänger

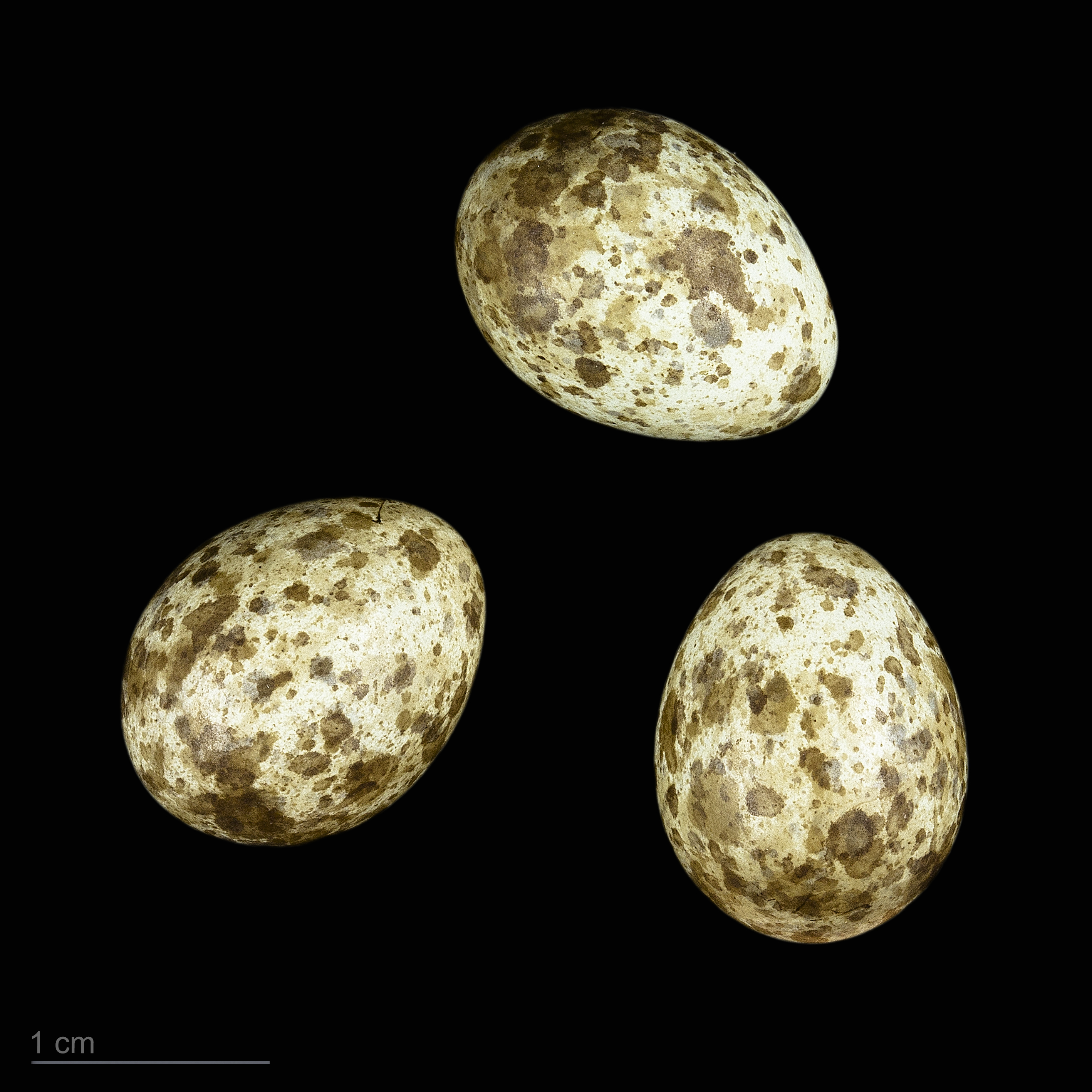
Acrocephalus agricola, Sammlung Museum von Toulouse

Der Feldrohrsänger (Acrocephalus agricola, Syn.: Sylvia (acrocephalus) agricola) ist ein Singvogel aus der Gattung der Rohrsänger (Acrocephalus) und der Familie der Rohrsängerartigen (Acrocephalidae).

Verbreitung des Feldrohrsängers:
Brutgebiete
Überwinterungsgebiete

Der Vogel kommt als Sommervogel im zentralen Eurasien vor und überwintert im südlichen Asien.
Der Lebensraum umfasst mit niedrigem Schilf, auch mit Rohrkolben und Tamarisken bewachsene offene Lebensräume, gerne in der Nähe von Seen und Flusstälern. Außerhalb des Brutgebietes benötigt die Art feuchte und dicht bedeckte Flächen wie Reisfelder, Zuckerrohrfelder.
Das Artepitheton kommt von lateinisch ager ‚Acker, Feld‘ und lateinisch colere ‚bewohnen‘.
Früher wurde die Art als konspezifisch mit dem Mandschurenrohrsänger (A. tangorum) und/oder dem Strauchrohrsänger (A. concinens) angesehen.

## Merkmale
Die Art ist 12–14 cm groß und wiegt zwischen 7 und 14 g. Dieser Rohrsänger ist kleiner als ein Teichrohrsänger, ungestreift mit auffallendem gleichmäßig breitem lange, hellem Überaugenstreif, oft mit dunkler Begrenzung. Auch der Schnabel ist kürzer als beim Teichrohrsänger mit dunkler Spitze des strohgelben Unterschnabels, der Schwanz ist länger, leicht gerundet und meist heller braun gefärbt. Der Bürzel ist meist warm rostig gelbbraun, ein weiteres Merkmal ist die kurze Handschwingenprojektion. Der Nacken ist hell, die übrige Oberseite warm orangebraun bis rotbraun im frischen Gefieder, abgetragen dann stumpf olivbraun. Zwischen Rumpf und Oberschwanzdecken ist immer ein deutlicher Farbkontrast zu sehen. Die Kehle ist weißlich, Brustseiten, Flanken und Unterseite sind warm gelblich-bräunlich. Die Iris ist dunkelbraun, die Beine rosa bis dunkel graubraun.

## Verbreitung und Lebensraum
Dieser Zugvogel brütet zwischen Bulgarien, Rumänien und der Krim im Westen und Nowosibirsk im Osten, zieht dann zur Überwinterung in den Ostiran und den Indischen Subkontinent hauptsächlich ab August und September, in Sibirien bereits ab Ende Juli.

## Stimme
Der Ruf des Männchens wird als angenehmer, etwas schnell sprudelnder Gesang beschrieben, ähnlich dem des Sumpfrohrsängers, aber schwächer als beim Teichrohrsänger mit konstant hohem Tempo ohne lange Töne und Triller, als rollendes „tscherrr“, scharfes „chik-chik“ oder „zack-zack“.

## Lebensweise
Die Nahrung besteht hauptsächlich aus Eintagsfliegen, Libellen, Schnabelkerfen, Köcherfliegen, Zweiflüglern, Hautflüglern und anderen Insekten.
Die Brutzeit beginnt Mitte Mai, das Nest wird von beiden Altvögeln gebildet um aufrechte Stängel von Wasserpflanzen in 10 bis 200 cm Höhe. Das Gelege besteht aus 3 bis 6 Eiern, die ausschließlich vom Weibchen über etwa 12 Tage ausgebrütet werden.

## Unterarten
Es werden folgende zwei Unterarten anerkannt:
- A. a. agricola (Jerdon, 1845) – Kasachstan und Nordost-Iran über Zentralasien bis Mongolei und West- sowie Zentralchina
- A. a. septimus Gavrilenko, 1954 – Osteuropa bis Ukraine und Westkasachstan

## Gefährdungssituation und Bestand
Die Art wird wegen des großen Verbreitungsgebietes von etwa 6.530.000 km² in der Roten Liste der IUCN als nicht gefährdet (Least Concern) eingestuft, wenngleich der Gesamtbestand abnimmt. Der europäische Brutbestand steigt hingegen vermutlich und liegt bei etwa 400.000 bis 792.000 adulten Individuen, er macht allerdings weniger als 10 % des Gesamtbestands aus. Als Hauptbedrohung wird Habitatverlust durch Abholzung und Trockenlegung von Schilfbeständen zur Umwandlung in landwirtschaftlich nutzbare Flächen genannt.